# Uzuntala (ort i Azerbajdzjan)
Uzuntala är en ort i Azerbajdzjan.   Den ligger i distriktet Zaqatala Rayonu, i den nordvästra delen av landet, 300 km väster om huvudstaden Baku. Uzuntala ligger 221 meter över havet och antalet invånare är 657.
Terrängen runt Uzuntala är platt åt sydväst, men åt nordost är den kuperad. Närmaste större samhälle är Zaqatala, 18,1 km öster om Uzuntala.
Omgivningarna runt Uzuntala är en mosaik av jordbruksmark och naturlig växtlighet. Runt Uzuntala är det ganska tätbefolkat, med 80 invånare per kvadratkilometer.